# Tetsu Sugiyama
Tetsu Sugiyama (杉山 哲 Sugiyama Tetsu?, nacido el 26 de junio de 1981 en Kumamoto) es un futbolista japonés que se desempeña como guardameta.

## Trayectoria

### Clubes
| Club                       | País  | Año         |
| -------------------------- | ----- | ----------- |
| Kashima Antlers            | Japón | 2004 - 2011 |
| Hokkaido Consadole Sapporo | Japón | 2012 - 2017 |

## Estadística de carrera

### J. League
| Club                       | Año   | J. League | J. League | Copa J. League | Copa J. League | Total | Total |
| Club                       | Año   | Part.     | Goles     | Part.          | Goles          | Part. | Goles |
| -------------------------- | ----- | --------- | --------- | -------------- | -------------- | ----- | ----- |
| Kashima Antlers            | 2004  | 0         | 0         | 0              | 0              | 0     | 0     |
| Kashima Antlers            | 2005  | 0         | 0         | 1              | 0              | 1     | 0     |
| Kashima Antlers            | 2006  | 0         | 0         | 0              | 0              | 0     | 0     |
| Kashima Antlers            | 2007  | 0         | 0         | 0              | 0              | 0     | 0     |
| Kashima Antlers            | 2008  | 0         | 0         | 0              | 0              | 0     | 0     |
| Kashima Antlers            | 2009  | 0         | 0         | 0              | 0              | 0     | 0     |
| Kashima Antlers            | 2010  | 0         | 0         | 0              | 0              | 0     | 0     |
| Kashima Antlers            | 2011  | 0         | 0         | 0              | 0              | 0     | 0     |
| Consadole Sapporo          | 2012  | 11        | 0         | 2              | 0              | 13    | 0     |
| Consadole Sapporo          | 2013  | 38        | 0         | -              | -              | 38    | 0     |
| Consadole Sapporo          | 2014  | 0         | 0         | -              | -              | 0     | 0     |
| Consadole Sapporo          | 2015  | 0         | 0         | -              | -              | 0     | 0     |
| Hokkaido Consadole Sapporo | 2016  | 0         | 0         | -              | -              | 0     | 0     |
| Hokkaido Consadole Sapporo | 2017  | 0         | 0         | 0              | 0              | 0     | 0     |
| Total                      | Total | 49        | 0         | 3              | 0              | 52    | 0     |

## Palmarés

### Títulos nacionales
| Título             | Club                       | País  | Año  |
| ------------------ | -------------------------- | ----- | ---- |
| J1 League          | Kashima Antlers            | Japón | 2007 |
| Copa del Emperador | Kashima Antlers            | Japón | 2007 |
| J1 League          | Kashima Antlers            | Japón | 2008 |
| J1 League          | Kashima Antlers            | Japón | 2009 |
| Copa del Emperador | Kashima Antlers            | Japón | 2010 |
| Copa J. League     | Kashima Antlers            | Japón | 2011 |
| J2 League          | Hokkaido Consadole Sapporo | Japón | 2016 |